# Gastrotheca williamsoni
Gastrotheca williamsoni är en groddjursart som beskrevs av Gaige 1922. Gastrotheca williamsoni ingår i släktet Gastrotheca och familjen Hemiphractidae. IUCN kategoriserar arten globalt som otillräckligt studerad. Inga underarter finns listade i Catalogue of Life.